# John Graves Simcoe
John Graves Simcoe (25 de febrero de 1752 - 26 de octubre de 1806) fue el primer gobernador general del Alto Canadá (actual sur de Ontario) y de las regiones en torno a la Bahía Georgiana y del Lago Superior, entre 1791 y 1796. Simcoe fundó York, actual Toronto, y fue instrumental en la introducción de instituciones tales como cortes judiciales, juicio por jurado, ley común inglesa y de la abolición de la esclavitud en 1810, mucho antes de haber sido abolida por el resto del Imperio británico, en 1834.
Simcoe participó en la Guerra de Independencia de los Estados Unidos al lado de los británicos, intentando capturar a George Washington en el invierno de 1779, aunque haya sido capturado por los franceses el mismo año. Fue liberado en 1781, y participó del cerco de Yorktown.